# مجموعه ورزشی گلورا بونگ کارنو

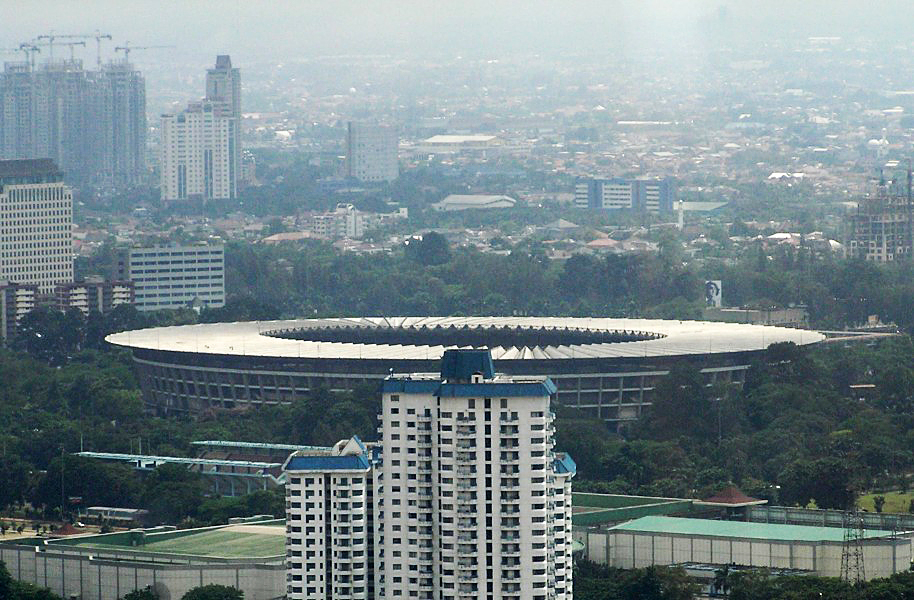
نمایی از مجموعه ورزشی گلورا بونگ کارنو از بالای طبقه ۴۶ ویسما ۴۶

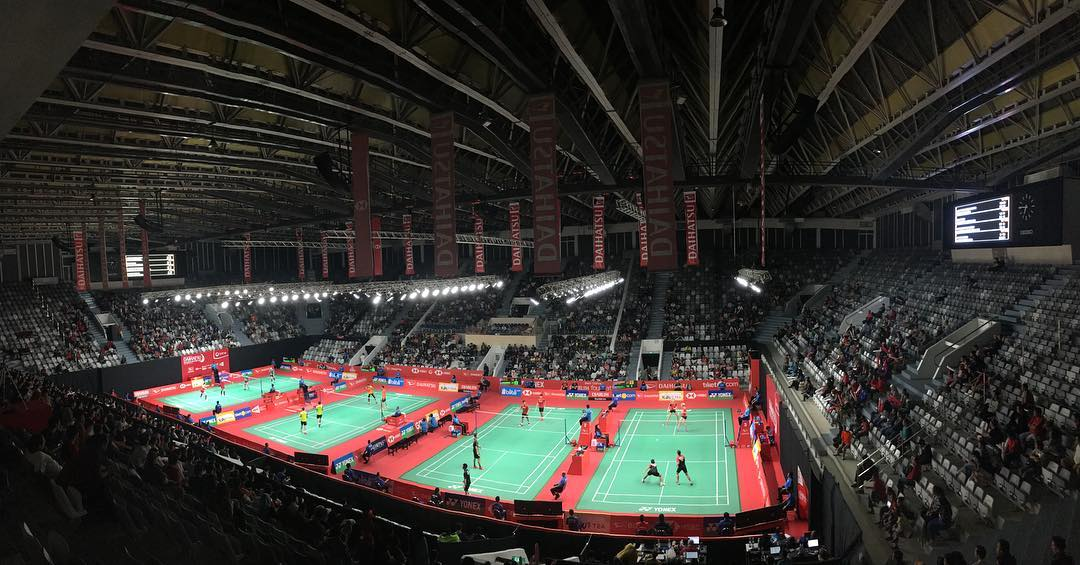
مجموعه ورزشی ایستورا گلورا بونگ کارنو

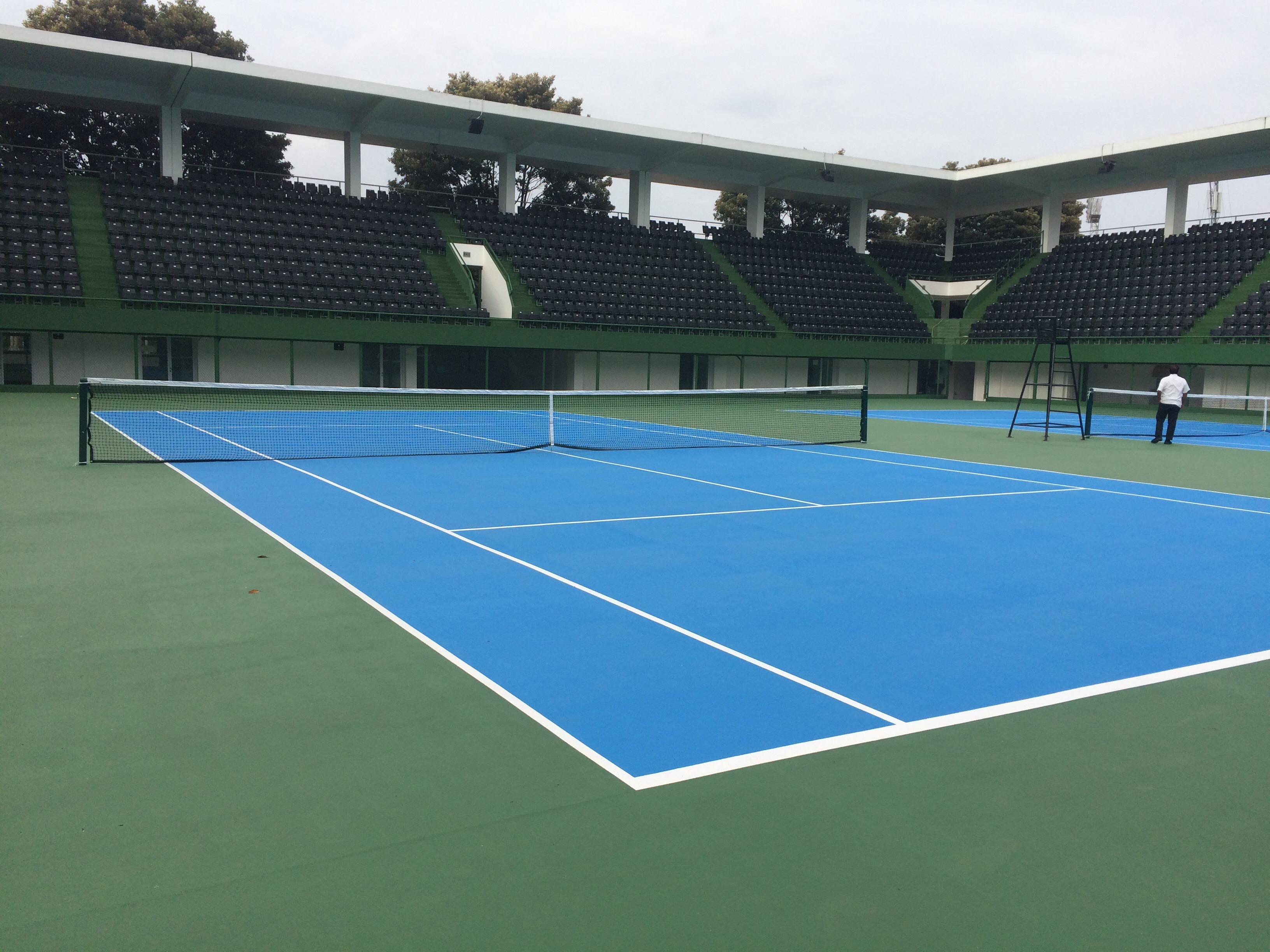
ورزشگاه تنیس

مجموعه ورزشی گلورا بونگ کارنو (اندونزیایی: Gelanggang Olahraga Bung Karno) یک مجموعه ورزشی در جاکارتا، اندونزی است.
این مجموعه که شامل یک ورزشگاه فوتبال و دو و میدانی به ظرفیت ۷۶٬۱۲۷ نفر و زمین‌های تنیس (داخل و خارج سالن)، هاکی، بیسبال، تیراندازی، ژیمناستیک می‌باشد در سال ۱۹۶۲ برای بازی‌های آسیایی ۱۹۶۲ ساخته شده و برای بازی‌های آسیایی ۲۰۱۸ مورد بازسازی گسترده قرار گرفته‌است.

## ورزشگاه‌ها
| ورزشگاه                             | استفاده                     | ظرفیت  | سال ساخت | توضیحات |
| ----------------------------------- | --------------------------- | ------ | -------- | --- |
| ورزشگاه گلورا بونگ کارنو            | چندمنظوره، معمولاً فوتبال    | ۷۶٬۱۲۷ | ۱۹۶۰     | بزرگترین ورزشگاه اندونزی |
| ایستورا گلورا بونگ کارنو            | چندمنظوره، معمولاً بدمینتون  | ۷٬۱۱۰  | ۱۹۶۰     | Others Name "Blibli Arena" |
| مرکز ورزش‌های آبی گلورا بونگ کارنو   | ورزش‌های آبی                 | ۸٬۶۳۰  | ۱۹۶۰     | |
| تنیس داخل سالن                      | چندمظوره، اغلب کنسرت موسیقی | ۳٬۳۰۰  | ۱۹۹۳     | |
| تنیس خارج سالن                      | تنیس                        | ۵٬۰۰۰  | ۱۹۶۰     | |
| Gelora Bung Karno Madya Stadium     | دو و میدانی                 | ۱۰٬۰۰۰ | ۱۹۶۰     | |
| سالن بسکتبال                        | بسکتبال                     | ۲٬۹۲۰  | ۱۹۶۰     | |
| سالن بیسبال                         | بیسبال                      | ۲٬۵۰۰  | ۲۰۱۶     | Built on a former tennis court complex |
| زمین هاکی                           | هاکی روی چمن                | ۳۵۰    | ۱۹۷۳     | |
| زمین سافتبال هاسجرول هاراهاپ        | سافت‌بال                     | ۵۰۳    | ۱۹۹۶     | Also called Lapangan Softball Pintu Satu (Pintu Satu Softball Field) to distinguish it with the nearby, now-demolished Cemaratiga Softball Field. |
| زمین تیراندازی با کمان              | تیراندازی با کمان           | ۲۵۶    | ۲۰۱۶     | |
| زمین راگبی                          | راگبی ۷ نفره                | -      | ۲۰۱۶     | Built on the former PASI Jaya Athletic Stadium (completed in 1973)                                                                                |
| پیست تیراندازی                      | ورزش تیراندازی              | -      | ۱۹۹۲     | New location. Mulia Hotel now stood in the original location                                                                                      |
| امکانات تمرینی                      | سالن چندمنظوره تمرین        | -      | ۲۰۱۶     | Built on the former Badminton Training Hall (completed in 1986)                                                                                   |
| سالن تمرین والیبال                  | تمرین والیبال               | -      | ۱۹۸۸     | |
| A, B, and C Football Training Field | زمین تمرین فوتبال           | -      | -        | |
| زمین گلف                            | گلف                         | -      | ۱۹۶۸     | |
| مسیر پیاده‌روی کریدا لوکا            | Jogging                     | -      | ۱۹۸۷     | |